# Matthew Steenvoorden
Matthew Rudolf Maria Steenvoorden (Leidschendam, 9 januari 1993) is een Nederlands voetballer die doorgaans speelt als centrale verdediger. In augustus 2025 verruilde hij HNK Gorica voor HHC Hardenberg.

## Carrière
Steenvoorden speelde in de jeugd voor Forum Sport en DEVJO van waaruit hij werd opgenomen in de jeugdopleiding van Feyenoord. Dat verhuurde hem in 2012 voor een jaar aan Excelsior, op dat moment actief in de Eerste divisie. Hiervoor maakte hij op 17 augustus 2012 zijn debuut in het betaald voetbal. Die dag won hij met zijn teamgenoten met 2–0 van FC Emmen. Steenvoorden kwam zelf in de 61ste minuut in het veld als vervanger van Marley Berkvens. Hij maakte op 21 september 2012 zijn eerste doelpunt in het betaald voetbal, toen hij het met Excelsior opnam tegen FC Eindhoven.
Feyenoord verhuurde Steenvoorden in het seizoen 2013/14 aan FC Dordrecht, om ook daarmee uit te komen in de Eerste divisie. Hij maakte in het seizoen 2014/15 vervolgens deel uit van de selectie van Feyenoord. Hiervoor maakte hij op 18 oktober zijn eerste minuten in het eerste elftal en zodoende in de Eredivisie. Hij verving die dag Joris Mathijsen in een wedstrijd tegen Heracles. Na een half seizoen vooral op de bank te hebben gezeten bij het eerste van Feyenoord, verhuurde dat Steenvoorden opnieuw aan FC Dordrecht, nu spelend in de Eredivisie.
In maart 2015 werd bekend dat Feyenoord zijn contract niet verlengde. Twee maanden daarna was hij op proef bij ADO Den Haag, maar dat bood hem geen contract aan. Hij kwam in augustus 2015 voor de derde keer terecht bij FC Dordrecht waar hij een contract tot medio 2016 tekende. Inmiddels was FC Dordrecht gedegradeerd uit de Eredivisie. Op 28 mei 2016 tekende Steenvoorder echter een tweejarig contract bij SC Cambuur. In maart 2018 verlengde hij zijn verbintenis met één jaar.
Hij ging medio 2019 naar het Kroatische HNK Gorica. Steenvoorden verliet deze club in de zomer van 2023 voor Pachtakor Tasjkent. In februari verkaste hij naar het Maleisische Terengganu. Steenvoorden keerde in oktober 2024 terug bij HNK Gorica. Medio 2025 keerde Steenvoorden bij HHC Hardenberg terug in Nederland.

## Clubstatistieken
| Seizoen | Club               | Competitie     | Competitie | Competitie | Beker | Beker | Internationaal | Internationaal | Nacompetitie | Nacompetitie | Totaal | Totaal |
| Seizoen | Club               | Competitie     | Wed.       | Dlp.       | Wed.  | Dlp.  | Wed.           | Dlp.           | Wed.         | Dlp.         | Wed.   | Dlp.   |
| ------- | ------------------ | -------------- | ---------- | ---------- | ----- | ----- | -------------- | -------------- | ------------ | ------------ | ------ | ------ |
| 2011/12 | Feyenoord          | Eredivisie     | 0          | 0          | 0     | 0     | 0              | 0              | —            | —            | 0      | 0      |
| 2012/13 | → Excelsior        | Eerste divisie | 29         | 1          | 1     | 0     | —              | —              | —            | —            | 30     | 1      |
| 2013/14 | → FC Dordrecht     | Eerste divisie | 13         | 0          | 0     | 0     | —              | —              | 4            | 0            | 17     | 0      |
| 2014/15 | Feyenoord          | Eredivisie     | 1          | 0          | 0     | 0     | 1              | 0              | —            | —            | 2      | 0      |
| 2014/15 | → FC Dordrecht     | Eredivisie     | 13         | 0          | 0     | 0     | —              | —              | —            | —            | 13     | 0      |
| 2015/16 | FC Dordrecht       | Eerste divisie | 19         | 1          | 2     | 0     | —              | —              | —            | —            | 21     | 1      |
| 2016/17 | SC Cambuur         | Eerste divisie | 22         | 0          | 1     | 0     | —              | —              | 2            | 0            | 25     | 0      |
| 2017/18 | SC Cambuur         | Eerste divisie | 33         | 5          | 4     | 1     | —              | —              | 2            | 0            | 39     | 6      |
| 2018/19 | SC Cambuur         | Eerste divisie | 21         | 6          | 1     | 0     | —              | —              | 4            | 0            | 26     | 6      |
| 2019/20 | HNK Gorica         | 1. HNL         | 25         | 1          | 1     | 0     | —              | —              | —            | —            | 26     | 1      |
| 2020/21 | HNK Gorica         | 1. HNL         | 27         | 1          | 3     | 0     | —              | —              | —            | —            | 30     | 1      |
| 2021/22 | HNK Gorica         | 1. HNL         | 21         | 0          | 4     | 0     | —              | —              | —            | —            | 25     | 0      |
| 2022/23 | HNK Gorica         | 1. HNL         | 25         | 1          | 1     | 1     | —              | —              | —            | —            | 26     | 2      |
| 2023/24 | HNK Gorica         | 1. HNL         | 1          | 0          | 0     | 0     | —              | —              | —            | —            | 1      | 0      |
| 2023    | Pachtakor Tasjkent | Superligasi    | 6          | 0          | 2     | 0     | 2              | 0              | —            | —            | 10     | 0      |
| 2024    | Terengganu         | Super League   | 4          | 0          | 2     | 0     | 2              | 0              | —            | —            | 8      | 0      |
| 2024/25 | HNK Gorica         | 1. HNL         | 16         | 0          | 1     | 0     | —              | —              | —            | —            | 17     | 0      |
| 2025/26 | HHC Hardenberg     | Tweede divisie | 1          | 0          | 0     | 0     | —              | —              | —            | —            | 1      | 0      |
| Totaal  | Totaal             | Totaal         | 277        | 16         | 22    | 2     | 5              | 0              | 12           | 0            | 316    | 18     |

Bijgewerkt op 20 augustus 2025.